# Arrondissement Calais
Calais (Nederlands: Kales) is een arrondissement van het Franse departement Pas-de-Calais in de regio Hauts-de-France. De onderprefectuur is Calais.

## Kantons
Het arrondissement is samengesteld uit de volgende kantons:
- Kanton Calais-1
- Kanton Calais-2
- Kanton Calais-3
- Kanton Marck